# The Gates of Morning
The Gates of Morning är en äventyrsroman av Henry De Vere Stacpoole. Den publicerades 1925, och är den sista boken i Den blå lagunen-trilogin. Den påbörjar direkt efter där The Garden of God slutade. 